# Gnaeus Sentius Aburnianus
Gnaeus Sentius Aburnianus war ein im 2. Jahrhundert n. Chr. lebender römischer Politiker.
Durch Militärdiplome, die unter anderem auf den 10. August 123 datiert sind, ist belegt, dass Aburnianus 123 zusammen mit Titus Salvius Rufinus Minicius Opimianus Suffektkonsul war; die beiden übten dieses Amt wohl für vier Monate, von Mai bis August, aus.
In einer Inschrift ist ein Gaius Sentius Aburnianus als Kandidat der Arvalbrüder aufgeführt; bei ihm handelt es sich möglicherweise um den Sohn des Suffektkonsuls.